# Скотт Тенорман должен умереть
«Скотт Тенорман должен умереть» (англ. Scott Tenorman Must Die) — эпизод 501 (№ 69) сериала «Южный Парк», премьера которого состоялась 11 июля 2001 года. Этот эпизод стал одним из десяти, вошедших на DVD South Park: The Hits (и самым ранним из них). В качестве гостей в эпизоде сами себя озвучивают Radiohead.

## Сюжет
Эрик Картман полагает, что достиг половой зрелости, поскольку у него появились лобковые волосы. На самом деле он купил их у старшеклассника по имени Скотт Тенорман. Когда Картман узнаёт, что лобковые волосы не нужно покупать — они должны вырасти сами, он решает вернуть 10 долларов, которые потратил на покупку.
Картман пытается вернуть свои деньги различными способами, но Скотту постоянно удаётся перехитрить его. В ходе одной из попыток Эрик теряет ещё 6 долларов и 12 центов. Также он соглашается проехать более 100 миль до другого города в надежде заработать миллион долларов, так как Тенорман сказал ему о «ярмарке лобковых волос», на которой Картман сможет продать их по цене 5 долларов за волос. По прибытии Картман обнаруживает, что никакой ярмарки нет и получает посылку, полную лобковых волос. В конце концов Картман рассказывает Скотту историю о своей болеющей бабушке, которая умрёт без операции стоимостью 16 долларов, но Тенорман после того, как Картман умоляет его дать деньги и изображает маленького поросёнка, сжигает все деньги.
Разгневанный Эрик начинает составлять план мести. В начале Картман пытается переманить на свою сторону друзей, но эта история оказывается им безразлична. Он решает мстить в одиночку.
Первый план Картмана заключается в том, чтобы натренировать пони с фермы Денкинса в определенный момент откусить член Тенормана. Но неопытная лошадь, тренируясь на чучеле, вместо того, чтобы откусить член, начинает его сосать. После появляются Джимбо и Нед и советуют Картману узнать слабости Тенормана и воспользоваться этим. Эрик узнал, что Скотт — фанат Radiohead. Он решил унизить обидчика перед всем городом, продублировав голос солиста группы, который «говорит», что Скотт «совсем не крут». Его план проваливается, а Тенорман показывает публике видеозапись, на которой Картман притворяется свиньёй, пытаясь выпросить назад свои деньги.
Тогда Картман, озверев от злости, составляет новый план. Он пишет письмо группе Radiohead, в котором просит их приехать в Южный Парк во вторник в районе пяти к «его другу Скотту», поскольку он умирает от «рака в жопе». Но Кайл и Стэн звонят Тенорману и рассказывают ему о задумке Картмана, так как они его ненавидят. Картман же приглашает Скотта на кулинарный поединок, где тот «может выиграть поездку на пони». Зная план Картмана, Тенорман рассказывает родителям, что на ферме Денкинса живёт бездомная голодающая пони. Те отправляются на ферму, чтобы отвезти лошадь в питомник. Скотт, решив опять унизить Картмана, просит всех своих друзей положить их лобковые волосы в его соус чили, чтоб Картман съел их вместе с соусом.
На конкурсе все в нетерпении ждут, когда Картман будет в очередной раз унижен (кроме Шефа, который ничего не знает и принёс свой чили). Скотт первым съедает соус Картмана и предлагает ему попробовать его собственный соус. Когда Картман уже почти доедает весь соус, Скотт собирается сказать всю правду о лобковых волосах, но Эрик неожиданно перебивает его.
Картман говорит, что знает всё о плане Тенормана. Он заявляет, что поменял соусы Шефа и Скотта местами, добавив, что «не рассчитывал, что соус Шефа окажется таким вкусным; вместо этого он рассчитывал, что его друзья Кайл и Стэн сдадут его, позвонят Скотту и предупредят его о ловушке». Правда, они не знали, «что Денкинс — чокнутый и отстреливает всех, кто попытается приблизиться к его лошадке», особенно после рассказов Эрика о «зверском пони-убийце». Эрик говорит, что знал, что Тенорман «пошлёт за лошадью своих родителей, чтобы уберечь свой член». По словам Картмана, «когда Денкинс засёк нарушителей, он уложил одним выстрелом обоих». Пока фермер отчитывался перед полицией, Картман унёс трупы и не без помощи ножовки сварил из них свой чили «Мистер и Миссис Тенорманы», накормив им Скотта. Это подтверждается в тот момент, когда Скотту в чили попадается отрубленный палец его мамы, а затем его рвёт.
Узнав это, публика повергается в шок, а Скотт начинает горько рыдать. В этот самый момент появляются Radiohead и, увидев рыдающего Тенормана, смеются над ним, называя его плаксой и «каким-то некрутым пацаном». Скотт начинает плакать сильнее, а Картман в порыве страсти начинает слизывать слёзы с его лица, приговаривая: «Да! Да! Сработало! Хочешь, я слизну твои слёзы, Скотт? Сладкий вкус победы! Вот они, слёзы безмерного горя! Как они вкусны, как они сладки!»
Эпизод заканчивается тем, что Кайл замечает, что «лучше им со Стэном Картмана больше не злить». Стэн соглашается.

## Смерть Кенни
Когда Скотт показывает видео, где Картман изображает свинью, Кенни смеётся настолько сильно, что умирает от смеха. Его душа, вышедшая из тела и летящая в небо, продолжает смеяться. Возможно, это просто совпадение, а возможно — пародия на фильм «Кто подставил кролика Роджера», где мультяшки умирают подобным образом. Ещё 3 раза в «Южном Парке» видно, как душа Кенни вылетает из его мёртвого тела: в сериях «Лучшие друзья навсегда», «Смерть» и в фильме «Большой, длинный и необрезанный».

## Пародии
- Сцена, в которой Картман подаёт Скотту чили из его собственных родителей, напоминает эпизод из трагедии Шекспира «Тит Андроник» — там Тит кормит своего врага, королеву Тамору, её сыновьями Деметрием и Хироном. Тит в итоге был убит, но Картману это сошло с рук. Также сцена именно с соусом чили для конкурса была в фильме «Техасская резня бензопилой 2».
- Во время поедания Скоттом своих родителей, Картман полностью меняет смысл фразы «пир Фиеста», взятой из мифа о Фиесте и жены Атрея Аэропе. Для того, чтобы отомстить, Атрей ссылает Фиеста, а потом приглашает его на пир, где подаёт Фиесту его собственных двух сыновей. Неясно, намеренно создатели «South Park» обратились к этому мифу или нет.
- Когда Картман, сидя в кустах, объясняет Джимбо, что такое Radiohead, он начинает петь припев их первого хита «Creep», Нед подхватывает, а Джимбо просит их не петь.
- Месть, которую изначально придумал Картман (про пони, который откусывает член Скотта), по-видимому, отсылает к знаменитой «Истории маленького Ганса» в фрейдистской психологии. Там у Ганса был страх кастрации, а именно того, что член ему откусит лошадь.
- Фраза Картмана в финале: "Вот и всё, ребята!" отсылает к Looney Tunes.

## Факты
- Эпизод назвал своим самым любимым ассистент продюсера «Южного Парка» Майк МакМэхан, отметив, что он «любит, когда Картман глубоко, чрезвычайно зол; пони, сосущий хот-дог — тоже отличная идея»[1]. Другой ассистент продюсера «Южного Парка», Курт Никелс, также особо выделяет этот эпизод среди прочих, отмечая, что это «момент, начиная с которого Картман стал способен на всё»[2]. Также своим любимым этот эпизод считает Джон Хэнсен[3].
- Когда Картман представляется налоговым агентом, он называет себя именем певца Криса Кристофферсона.
- Этот эпизод был причислен к списку «Самые возмутительные» эпизоды Comedy Central.
- Трей Паркер хотел назвать этот эпизод «Скотт Теноралл должен умереть» («Scott Tenorall Must Die»), но заменил фамилию на «Тенорман», потому что её легче произносить.
- Radiohead являются любимой группой режиссёра-аниматора шоу, Эрика Стофа[4]. Кроме того, большим фанатом Radiohead является Мэтт Стоун. Во время разговора с музыкантами из группы Паркер и Стоун узнали, что они хотели бы кого-нибудь озвучить; тогда им и была предложена роль в этом эпизоде[5].
- Эта серия — одна из немногих, где Эрик Стоф указан в титрах как режиссёр.
- В эпизоде, когда Джек Тенорман отгоняет от дома спрятавшихся людей, можно заметить замаскированных Рэнди, Джеральда и Стюарта.
- В этом эпизоде, во время смерти Кенни, видно как его душа покидает тело.